# Edurne Pasaban
Edurne Pasaban Lizarribar (Tolosa, 1º agosto 1973) è un'alpinista spagnola di origini basche.
È la prima donna ad aver compiuto l'ascesa di tutti i quattordici ottomila, facendo però ricorso in due casi all'ossigeno supplementare. La coreana Oh Eun-Sun sembrava avesse completato l'impresa venti giorni prima di lei, ma il primato le è stato tolto dalla sua stessa Federazione alpina coreana che ha constatato il falso operato dalla Eun-Sun sulle foto della cima del Kangchenjunga nel 2009.

## Biografia
Si è avvicinata alla montagna prima con il padre, poi a quindici anni con il cugino Asier sui Pirenei. A sedici anni ha salito alcuni quattromila delle Alpi come il Monte Bianco e il Cervino. Dopo aver scalato sulle Ande, nel 1998 ha partecipato alla sua prima spedizione a un ottomila, il Dhaulagiri I, anche se non è riuscita a raggiungerne la vetta. Nel 1999 e 2000 ha tentato senza successo l'Everest.
Nel 2001, al terzo tentativo, è giunta in vetta al suo primo ottomila, l'Everest, utilizzando ossigeno supplementare. È stato l'inizio di una serie di spedizioni che la ha portata nove anni dopo, con la salita dello Shisha Pangma, a completare l'ascesa di tutti i quattordici ottomila. Dopo l'Everest ha riutilizzato l'ossigeno solamente durante la discesa dal Kangchenjunga nel 2009.
Figlia di industriali meccanici, Pasaban è anche ingegnere, con un master in amministrazione aziendale.

## Ottomila
Nella seguente tabella sono elencate tutte le salite degli ottomila. Dal 2003 le spedizioni sono state sponsorizzate e seguite dalla Televisión Española (TVE), nell'ambito della trasmissione "Al filo de lo imposible".
| #  | Ottomila      | Data           | Descrizione |
| -- | ------------- | -------------- | --- |
| 1  | Everest       | 23 maggio 2001 | Salita dalla via normale per il Colle Sud e la cresta sud-est utilizzando ossigeno supplementare, dopo due tentativi nel 1999 e 2000 dal versante nord. |
| 2  | Makalu        | 16 maggio 2002 | |
| 3  | Cho Oyu       | 5 ottobre 2002 | |
| 4  | Lhotse        | 26 maggio 2003 | |
| 5  | Gasherbrum II | 19 luglio 2003 | Salita in vetta con Juanito Oiarzabal, Marianne Chapuisat, José Ramón Aguirre, Josu Bereciartua e i portatori Hassan de Houshé e Roustam de Machoulo. |
| 6  | Gasherbrum I  | 26 luglio 2003 | Salita con Juanito Oiarzabal. |
| 7  | K2            | 26 luglio 2004 | Salita in vetta con Juanito Oiarzabal, Juan Vallejo e Mikel Zabalza, per lo sperone Abruzzi. Per Pasaban si è trattato della prima ascensione femminile spagnola del K2. Per Oiarzabal invece è stata la 21ª salita di un ottomila, e la seconda del K2. Sia Oiarzabal che Pasaban hanno subito congelamenti durante una drammatica discesa, con conseguente amputazione delle dita dei piedi, in particolare Oiarzabal ha perso tutte le dita. |
| 8  | Nanga Parbat  | 20 luglio 2005 | Salita in vetta per la via Kinshofer, con Silvio Mondinelli, Iván Vallejo, Meherban Karim e il portatore Hassán Jan. Più tardi raggiungono la cima anche Josu Bereciartúa, Ester Sabadell e Marianne Chapuisat. |
| 9  | Broad Peak    | 12 luglio 2007 | |
| 10 | Dhaulagiri I  | 1º maggio 2008 | Salita con Iván Vallejo. |
| 11 | Manaslu       | 5 ottobre 2008 | Salita in vetta con Alex Chicón, Asier Izaguirre, Mikel Zabalza, Ester Sabadel, Ferran Latorre e Juanjo Garra. |
| 12 | Kangchenjunga | 18 maggio 2009 | Salita in vetta con Juanito Oiarzabal, Asier Izguirre e Alex Chicon. Ferran Latorre ha raggiunto la cima circa due ore prima. |
| 13 | Annapurna I   | 17 aprile 2010 | Salita in vetta con Asier Izaguirre, Alex Chicón, Nacho Orviz e gli sherpa Mingma, Pasang e Gempu. Lo stesso giorno ha raggiunto la vetta il portoghese João Garcia, completando l'ascesa dei 14 ottomila. |
| 14 | Shisha Pangma | 17 maggio 2010 | Salita in vetta con Asier Izaguirre, Alex Chicón e Nacho Orviz. |